# Initial D
Initial D (oorspronkelijke titel: 頭文字Ｄ（イニシャル・ディー）) is een Japanse manga geschreven en getekend door Shuichi Shigeno. De manga liep van 1995 tot 2013 en is bewerkt tot meerdere anime-seizoenen, anime-films, een live-actionfilm en een reeks computerspellen. Initial D is een seinen-manga, wat wil zeggen dat het gericht is op mannen tussen 17 en 40 jaar oud.

## Verhaal
Het verhaal draait om Takumi Fujiwara, een middelbare scholier die 's nachts tofoe bezorgt voor het winkeltje van zijn vader. Hij rijdt hiervoor iedere dag over de verraderlijke bergpas van Akina in de Toyota Corolla AE86 van zijn vader. Zijn vader Bunta was jaren geleden een zeer getalenteerd coureur en ondanks dat Bunta het niet altijd laat merken tegenover Takumi zou hij dolgraag willen dat zijn zoon in zijn voetsporen zal treden. Takumi rijdt al jaren over de bergpas (zelfs voordat hij een rijbewijs had), maar ziet er de lol niet echt van in. Hij ziet zichzelf gewoon als hulpje van zijn vader.
Takumi's beste vriend is Itsuki. Ze zitten bij elkaar in de klas maar werken ook samen bij een lokaal pompstation. Itsuki is helemaal gek op auto's en racen, maar heeft nog geen geld voor een auto. Hij droomt ervan ooit een AE86 te kopen. Takumi begrijpt Itsuki's fascinatie voor auto's niet zo en weet niet eens dat hij zelf iedere nacht in Itsuki's droomauto rijdt.
Het lokale straatraceteam, de Akina SpeedStars, wordt op een dag uitgedaagd door een raceteam uit Akagi, de RedSuns. De SpeedStars en de RedSuns rijden eerst een paar testrondes op de Akina-bergpas en de SpeedStars komen tot de conclusie dat de RedSuns veel beter zijn. Ze zijn bang dat ze een pijnlijke nederlaag op 'hun' eigen bergpas zullen lijden. Na een nacht van trainen keert een van de racers van de RedSuns terug naar huis. Vroeg in de ochtend wordt hij verrassend genoeg ingehaald door een AE86, een auto die in alle opzichten onder doet voor zijn eigen Mazda RX-7. Wanneer bekend wordt dat dit de auto van Bunta is, smeken de Akina SpeedStars hem om de eer van de Akina bergpas hoog te houden en de RedSuns te verslaan. Bunta weigert en vertelt de SpeedStars ook niet dat het Takumi was die achter het stuur zat van de AE86.
Wanneer Takumi zijn vader vraagt of hij de auto kan lenen voor een date, vertelt Bunta hem dat hij de auto alleen mag lenen als hij de RedSuns verslaat. De AE86 verschijnt op de bergpas waar iedereen geschokt is wanneer Takumi uitstapt. Hij wordt belachelijk gemaakt door de RedSuns die weigeren te geloven dat een middelbare scholier zo goed kan racen. Takumi wint echter de race tegen de RedSuns en ontdekt voor het eerst dat een auto meer kan zijn dan alleen maar een vervoersmiddel. Het verhaal volgt hierna de avonturen van Takumi die heel Japan door reist op zoek naar straatracers om uit te dagen.

## Populariteit
De manga en de anime van Initial D boekten grote successen, zowel in Japan als daarbuiten. De anime werd in het Engels nagesynchroniseerd en uitgebracht op DVD in Amerika door Tokyopop. Er volgde echter veel kritiek op het zwakke optreden van de Amerikaanse stemacteurs en de wijzigingen die aangebracht werden om de serie 'Amerikaanser' te maken. In 2009 verkreeg Funimation de rechten voor de serie, waarop ze besloten de serie opnieuw te laten inspreken door andere stemacteurs. Deze versie werd beter ontvangen.
De populariteit van de serie heeft geleid tot een enorme vraag naar Japanse Toyota Corolla AE86's. Ondanks dat het model meer dan 40 jaar oud is kan een tweedehands AE86 vele duizenden euro's opleveren.
De soundtrack van de anime bestaat voornamelijk uit Eurobeat nummers. De populariteit van de anime heeft dan ook gezorgd voor een verhoogde interesse in dit muziekgenre.

## Wetenswaardigheden
Het nummer 'Running in the 90's', dat te horen is tijdens een van Takumi's races, werd een internetmeme dankzij een animatie op de website YTMND die het nummer gebruikt. Later volgden vele spin-offs van deze animatie die al snel de bijnaam 'LOL Internet' kregen.
De serie is losjes gebaseerd op het leven van Keiichi Tsuchiya, een voormalig autocoureur die in Japan de bijnaam Drift King kreeg. Tsuchiya was ook betrokken bij de productie van de anime. Hij controleerde onder andere of alle technische details correct waren en hij vervult een gastrol in het eerste seizoen.